# Harmônio

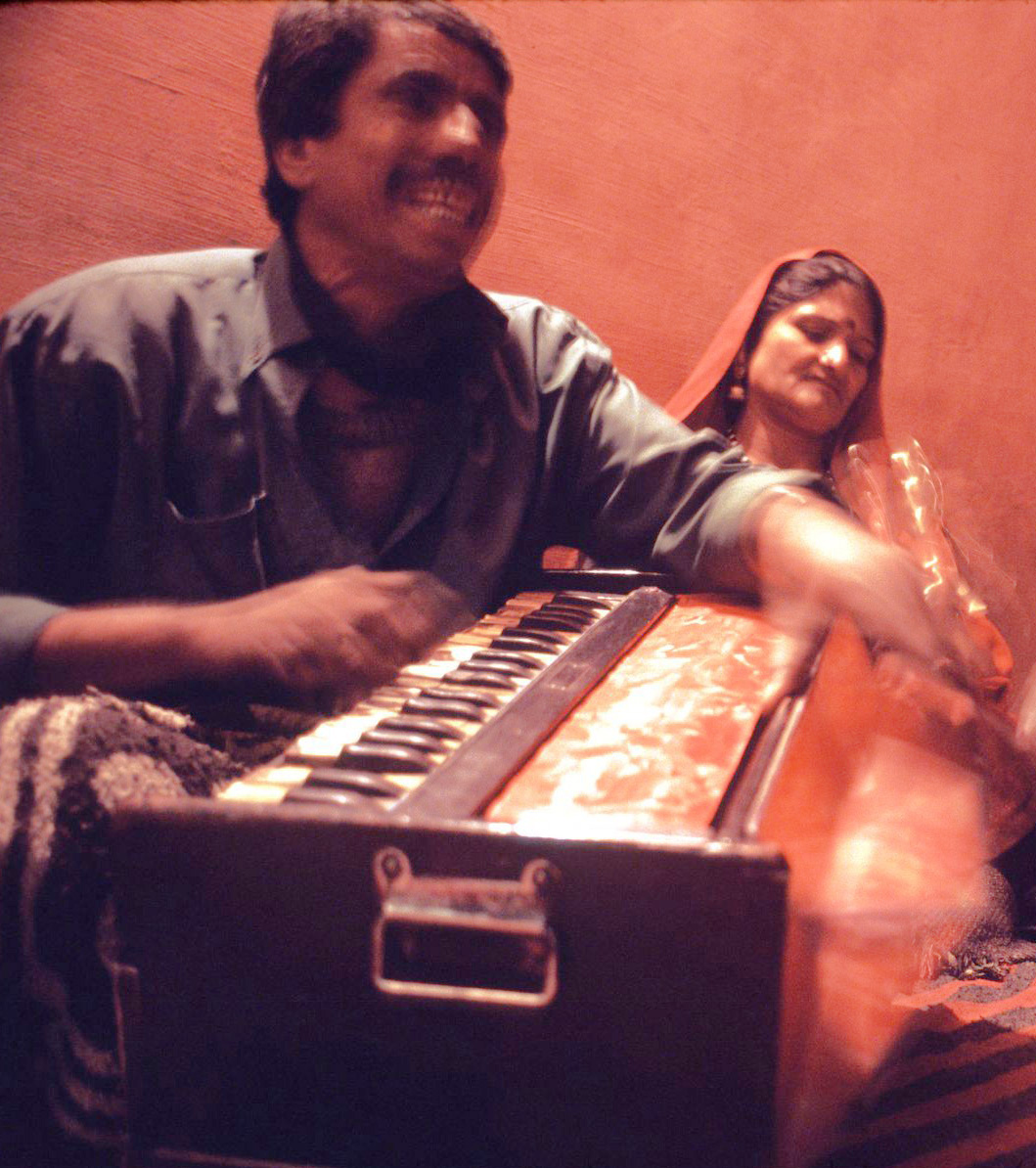
Um harmônio tocado por um paquistanês

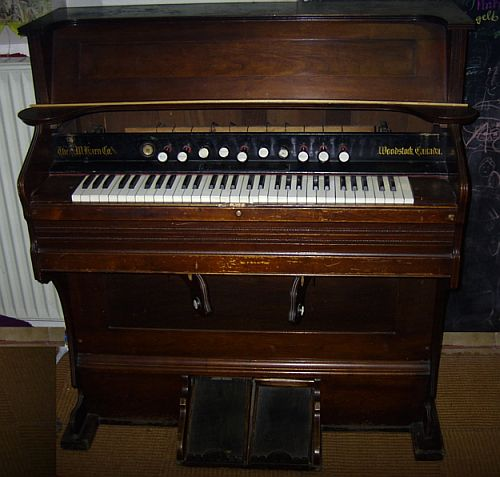
Harmônio

Um harmônio (português brasileiro) ou harmónio (português europeu) ou órgão de fole, é um instrumento musical de teclas, cujo funcionamento é muito similar ao de um órgão, mas sem os tubos que caracterizam este último. Apesar de feito para uso doméstico, tornou-se um instrumento musical de uso típico em igrejas, por seu tamanho e preço. O som do harmônio se assemelha ao do acordeão.

## História
O harmônio foi reinventado em Paris em 1842 por Alexandre Debain. Christian Gottlieb Kratzenstein (1723-1795), professor de Fisiologia em Copenhague, foi creditado como o primeiro criador de um harmônio (apesar de o instrumento já existir na Ásia), depois de vencer o prêmio anual de 1780 da Academia Imperial de São Petersburgo .

## Construção
O harmônio consiste num conjunto de palhetas de cobre (línguas metálicas que vibram à passagem do ar sobre elas), num aparelho de bombagem, entradas e saídas de ar (alguns modelos possuem uma entrada de ar que provoca uma forma de vibrato), e um teclado. O timbre do harmónio, pese embora a sua semelhança com o Acordeão, é de facto construído de maneira bastante diferente. Em vez de provocar uma corrente de ar directa sobre as palhetas, um alimentador externo enche de ar um fole interno dentro do harmônio do qual o ar escapa para fazer vibrar as palhetas. Este processo é semelhante ao da Gaita de fole na medida em que permite que  o harmônio crie um som sustentado contínuo. (Alguns harmônios de melhor qualidade do século XIX e dos inícios do século XX incluíam um "botão de expressão" que desviava o ar do fole, permitindo que um instrumentista experiente regulasse a força da corrente de ar directamente a partir dos foles operados pelo pé, alcançando assim um certo controlo directo sobre a dinâmica).
Se um harmônio possuir dois conjuntos de palhetas, é possível que o segundo conjunto (quer afinados em uníssono ou a uma oitava abaixo) seja activado por um botão, o que quer dizer que cada botão pressionado fará actuar duas palhetas. Os harmônios profissionais incluem um terceiro conjunto de palhetas, afinados quer uma oitava acima ou em uníssono com as palhetas intermédias. Todo este conjunto torna o som mais envolvente. Para além disso, muitos harmônios incluem um acoplador de oitava, uma ligação mecânica que abre uma válvula para uma nota uma oitava acima ou abaixo da nota que está a ser tocada e um mecanismo de mudança de escala, que permite que se toque em várias teclas enquanto se pressionam as teclas de uma escala.
Os harmônios possuem 1, 2, 3 e ocasionalmente 4 conjuntos de palhetas.  Os intérpretes clássicos utilizam harmônios de 1 palheta, enquanto um músico que toque para um Qawwali (canto de devoção Islâmico), habitualmente, utiliza um harmônio de 3 palhetas.